# Glascock County
Glascock County je okres ve státě Georgie ve Spojených státech amerických. K roku 2010 zde žilo 3 082 obyvatel. Správním městem okresu je Gibson. Celková rozloha okresu činí 374 km². Vznikl v roce 1857.